# Andreas Aleman
Andreas Kim Aleman, född 1975 i Södertälje, är en svensk musiker, låtskrivare, sångare och keyboardist. Alemans musik är influerad av soul, R&B, gospel och funk. Några av Alemans influenser är Ray Charles, Michael McDonald och Michael Ruff.
Aleman har producerat fyra egna skivor och även fått låtar inspelade bland annat av den italienska sångerskan Laura Pausini, den spanska sångerskan Rosa Lopez, kinesiska Wei Wei och Gary Valenciano från Filippinerna.

## Diskografi
- 2008 – This is life
- 2012 – It's The Journey
- 2014 – Home for Christmas
- 2017 – From Within